# 25 ватт
«25 ватт» (исп. 25 Watts) — независимая уругвайская комедийная драма снятая совместно Хуаном Пабло Ребельей и Пабло Столем. Релиз фильма состоялся 10 июня 2001 года в Уругвае. Главные роли в фильме исполнили Даниэль Эндлер, Хорхе Темпони и Альфонсо Торт. Фильм получил десять наград и три дополнительных номинации, включая «Награду за лучший фильм» на Международном Роттердамском кинофестивале и «Награду за лучший фильм» на Гаванском кинофестивале и многие другие.

## Сюжет
В фильме представлены 24 часа из жизни трёх молодых ребят в Монтевидео. Их зовут Лече, Хави и Себа, и они пытаются выжить до воскресенья. У них есть проблемы с учёбой, девушками и с их жизнями в целом, которые в основном состоят из потребления алкоголя, сна, либо из встреч со странными людьми вроде сумасшедшего доставщика, отсталого наркомана или философствующего кассира из салона видеопроката.
Хави получил работу водителя звукового грузовика, который целыми днями проигрывает радиостанцию, рекламирующую макароны, в то время его друг Лече, который должен готовиться к экзаменам, вместо этого тратит своё время на сексуальные фантазии о своём учителе, а Себа вынужден решать проблемы с мелкими наркодельцами в то время, когда всё, что его интересует — это просмотр порнофильма, который он недавно взял в прокате.

## В ролях
- Даниэль Эндлер — Лече
- Хорхе Темпони — Хави
- Альфонсо Торт — Себа
- Валентин Риверо — Эрнан, белокурый друг
- Вальтер Рейно — дон Эктор, босс Хави
- Дамиан Баррера — Хосело, сын Эктора
- Сесар Эррера — сосед в лифте
- Худит Анайа — бабушка Лече
- Федерико Вейро — Херардито
- Валерия Мендиета — Мария
- Сильвио Сьельски — Питуфо
- Клаудио Мартинес — Киви, молодой человек с мячом
- Тересита Гонсалес — соседка в кресле
- Роберто Суарес — Хепетто, доставщик пиццы
- Гонсало Эйхерабид — Сандия, владелец видео-клуба
- Роберт Мор — Руло, наркоман
- Каролина Пресно — Беатрис
- Начо Менди — Чопо, друг Руло
- Лео Тринкабелли — Менчака, друг Руло
- Луис Вильясанте — официант
- Марсело Рамон — вышибала
- Даниель Мелья — Лало, парень Беатрис

## Выставки
Предпоказ фильма произошёл на Международном Роттердамском кинофестивале в Нидерландах 28 января 2001 года, однако полноценный выпуск фильма произошёл лишь 1 июня в Уругвае.
Фильм также был показан на Международном кинофестивале в Карловых Варах в Чехии, на Хельсинкском международном кинофестивале в Финляндии, на Варшавском кинофестивале в Польше, на Medellín de Película в Колумбии, на Фестивале латиноамериканского кино в Польше и на других.

## Награды
Победы
- Ассоциация кинокритиков Уругвая: UFCA Award, Лучший фильм Уругвая; 2001.
- Кинофестиваль Боготы: Почётное упоминание, Хуан Пабло Ребелья; За освещение ежедневных проблем современной молодёжи; 2001.
- Фестиваль независимого кино в Буэнос-Айресе: Лучший актёр, Даниэль Эндлер, Хорхе Темпони и Альфонсо Торт; Приз FIPRESCI, Хуан Пабло Ребелья, Пабло Столь; За внедрение юмора, визуальной энергии и очаровательных диалогов в кино-формулу 'Халявщика'; 2001.
- Cinema Jove — Международный кинофестиваль Валенсии, Испания: Приз зрительских симпатий за художественный фильм, Пабло Столь и Хуан Пабло Ребелья; Особое упоминание за художественный фильм, Пабло Столь и Хуан Пабло Ребелья; 2001.
- Гаванский кинофестиваль: Coral, Лучшая дебютная работа, Пабло Столь и Хуан Пабло Ребелья; 2001.
- Фестиваль латиноамериканского кино в Лиме: Лучший сценарий, Хуан Пабло Ребелья и Пабло Столь; 2001.
- Международный Роттердамский кинофестиваль: MovieZone Award, Хуан Пабло Ребелья и Пабло Столь; Tiger Award, Хуан Пабло Ребелья и Пабло Столь; 2001.

Номинации
- Кинофестиваль Боготы: Золотой доколумбовский круг, Лучший фильм, Хуан Пабло Ребелья, Пабло Столь; 2001.
- Фестиваль независимого кино в Буэнос-Айресе: Лучший фильм, Хуан Пабло Ребелья и Пабло Столь; 2001.
- Кинофестиваль Грамаду, Бразилия: Золотой Кикито, Соревнование латинских фильмов — Лучший фильм, Хуан Пабло Ребелья и Пабло Столь; 2001.